# Jan Kardinál z Rejštejna
Jan Kardinál z Rejštejna (německy Johannes Cardinalis von Bergreichenstein, * kolem roku 1375? Kašperské Hory – † po roce 1428?) byl učenec (bakalář církevního práva a mistr svobodných umění), rektor Univerzity Karlovy v Praze, diplomat českého krále, duchovní a stoupenec husitského hnutí.

## Život a působení
Jan Kardinál se narodil v Kašperských Horách (Bergreichenstein). V roce 1394 začal na univerzitě Karlově studovat práva. V roce 1404 získal titul mistra sedmi svobodných umění (spolu s Janem Husem). V roce 1407 se stal bakalářem práv. V roce 1409 byl králem Václavem IV. spolu s Křišťanem z Prachatic a s Petrem z Mladoňovic poslán na koncil do Pisy. Jako přívrženci Jana Husa měli usilovat o zrušení církevní klatby. O rok později hájil Jana Husa proti pražskému arcibiskupovi Zbyňkovi Zajíci z Hazmburka. V letech 1409–1413 byl současně farářem v Petrovicích u Sedlčan. V listopadu 1414 doprovázel Jana Husa jako zástupce univerzity společně s Petrem z Mladoňovic na jeho cestě do Kostnice.
Po návratu z Kostnice byl Jan Kardinál v letech 1416 a 1417 zvolen do úřadu rektora univerzity. Za jeho rektorství univerzita dala znovu do oběhu své osvědčení o všestranné bezúhonnosti mistra Jana Husa a mistra Jeronýma Pražského, mimo jiné adresované i kostnickému koncilu. V roce 1417 bylo za jeho rektorství na univerzitě schváleno přijímání svátosti těla a krve páně po obojím způsobu. Za jeho rektorství papež neuznal pražskou univerzitu.
Během husitských válek patřil spolu s Janem z Příbrami k umírněnému křídlu. Díky svým diplomatickým schopnostem se v roce 1421 stal členem delegace, která nabídla český trůn polskému králi Władysławovi II. Jagiełlovi.
V letech 1421 a 1422 je zmiňován jako jeden ze čtyř správců duchovenstva. V roce 1425 zastupoval pražské husity v jednáních s tábority. Poslední zmínka je z roku 1428, kdy dělal arcibiskupského správce.

## Dílo (výběr)
- Utrum omnia encia citra primum existencia desiderio naturali ad obediendum uni principi semper et continue inclinentur